# Leland Hartwell
Leland Harrison Hartwell (Los Angeles, 30 ottobre 1939) è un medico e ricercatore statunitense, premio Nobel per la medicina per i suoi studi riguardo al ciclo cellulare e all'attività delle cicline.